# Петти-Фицморис, Генри, 6-й маркиз Лансдаун
Подполковник Генри Уильям Эдмунд Петти-Фицморис, 6-й маркиз Лансдаун (англ. Henry Petty-Fitzmaurice, 6th Marquess of Lansdowne; 14 января 1872 — 5 марта 1936) — британский аристократ, военный и политик. С 1882 по 1927 год он носил титул учтивости — граф Керри.

## Предыстория
Родился 14 января 1872 года. Старший сын Генри Петти-Фицмориса, 5-го маркиза Лансдауна (1845—1927), и его жены Мод Эвелин Гамильтон (1850—1932), дочери Джеймса Гамильтона, 1-го герцога Аберкорна, и леди Луизы Джейн Рассел. Он учился в Итонском колледже, а в 1890 году поступил в Баллиол-колледж в Оксфордском университете, который закончил в 1894 году, получив степень бакалавра искусств.

## Военная карьера
Первоначально лорд Керри был зачислен в добровольческий батальон Оксфордширской лёгкой пехоты, но 14 августа 1895 года переведен в регулярную армию вторым лейтенантом гренадерской гвардии, а 2 марта 1898 года произведен в лейтенанты. Он служил в Южной Африке во время Второй англо-бурской войны, где с 25 января 1900 года был дополнительным адъютантом лорда Робертса, главнокомандующего британскими войсками в Южной Африке. За службу на войне он был награждён орденом «За заслуги перед лицом» (DSO). При формировании ирландской гвардии в 1900 году он перешёл в этот полк, ещё находясь в Южной Африке, и 6 октября 1900 года был произведен в капитаны. В 1906 году он ушёл в отставку в звании майора. Вернулся в армию во время Первой мировой войны, дослужившись до подполковника.

## Политическая карьера
Лорд Керри был либеральным юнионистом, а затем консервативным членом парламента от Западного Дербишира с 1908 по 1918 год. Он был членом Сената Ирландского свободного государства с 1922 по 1929 год, в который он был назначен Ирландским исполнительным советом.
3 июня 1927 года после смерти своего отца Генри Петти-Фицморис унаследовал титул 9-го маркиза Лансдауна и остальные родовые титулы, заняв своё место в Палате лордов Великобритании, а это означает, что он имел необычную особенность — одновременно служил в национальных законодательных органах двух разных стран.

## Семья

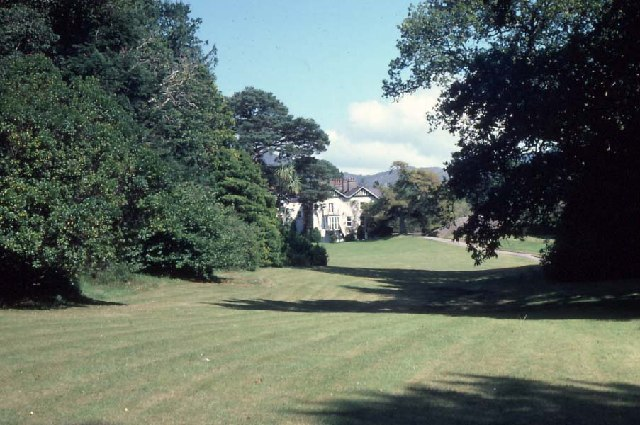
Деррин-хаус и сад

16 февраля 1904 года в Марилебоне (Лондон) Генри Петти-Фицморис женился на Элизабет Кэролайн Хоуп (4 марта 1885 — 25 марта 1964), дочери сэра Эдварда Стэнли Хоупа и Констанс Кристины Лесли. У супругов было пятеро детей:
- Кэтрин Эвелин Констанс Петти-Фицморис (22 июня 1912 — 20 октября 1995), вышла замуж в 1933 году за Эдварда Клайва Бигэма, 3-го виконта Мерси (1906—1979), от которого у неё было трое детей. Она стала 12-й баронессой Нэрн после наследования титула и Деррин-хауса и садов (графство Керри, Ирландия) от своего брата Чарльза Хоупа Петти-Фицмориса, 7-го маркиза Лансдауна, в 1944 году.
- Генри Морис Джон Петти-Фицморис, граф Керри (7 октября 1913 — 12 сентября 1933), умер молодым
- Чарльз Хоуп Петти-Фицморис, 7-й маркиз Лансдаун (12 января 1917 — 20 августа 1944), убит в бою в Италии.
- Лейтенант лорд Эдвард Норман Петти-Фицморис (28 июля 1922 — 11 августа 1944), убит в бою в Нормандии.
- Леди Элизабет Мэри Петти-Фицморис (16 марта 1927 — 28 июня 2016)[4], в 1950 году вышла замуж за майора Чарльза Уильяма Ламтона (921—2005), внука Джорджа Ламтона, 2-го графа Дарема, от брака с которым у неё было четверо детей.

Альва Вандербильт когда-то считала 6-го маркиза Лансдауна подходящей партией для своей дочери Консуэло, но вместо этого она вышла замуж за его двоюродного брата по материнской линии, 9-го герцога Мальборо, в 1895 году.
5 марта 1936 года 6-й маркиз Лансдаун скончался в Марилебоне в возрасте 64 лет.